# Аліабад (Шамсабад)
Аліабад (перс. علي اباد) — село в Ірані, у дегестані Шамсабад, у Центральному бахші, шахрестані Ерак остану Марказі. За даними перепису 2006 року, його населення становило 73 особи, що проживали у складі 20 сімей.

## Клімат
Середня річна температура становить 11,11 °C, середня максимальна – 30,29 °C, а середня мінімальна – -11,31 °C. Середня річна кількість опадів – 254 мм.
| Клімат поселення                              | Клімат поселення | Клімат поселення | Клімат поселення | Клімат поселення | Клімат поселення | Клімат поселення | Клімат поселення | Клімат поселення | Клімат поселення | Клімат поселення | Клімат поселення | Клімат поселення | Клімат поселення |
| Показник                                      | Січ.             | Лют.             | Бер.             | Квіт.            | Трав.            | Черв.            | Лип.             | Серп.            | Вер.             | Жовт.            | Лист.            | Груд.            |                  |
| Середній максимум, °C                         | 5,78             | 7,66             | 11,78            | 18,27            | 23,57            | 29,17            | 30,29            | 30,02            | 25,34            | 18,77            | 11,93            | 6,49             |                  |
| Середня температура, °C                       | −2,76            | −0,9             | 3,23             | 9,72             | 15,02            | 20,63            | 24,55            | 24,28            | 19,60            | 13,01            | 6,19             | 0,74             |                  |
| Середній мінімум, °C                          | −11,31           | −9,44            | −5,31            | 1,18             | 6,48             | 12,09            | 18,80            | 18,54            | 13,84            | 7,26             | 0,45             | −5,01            |                  |
| Норма опадів, мм                              | 37               | 37               | 47               | 33               | 27               | 4                | 1                | 1                | 0                | 8                | 24               | 35               |                  |
| Середньомісячна швидкість вітру, м/с          | 1.23             | 1.90             | 2.55             | 2.91             | 2.56             | 2.35             | 2.28             | 2.22             | 2.14             | 2.10             | 1.79             | 1.24             |                  |
| Середньомісячна сонячна радіація, кДж/м²·день | 9678             | 12817            | 15302            | 18504            | 22457            | 26899            | 25854            | 24228            | 21407            | 15919            | 11174            | 9282             |                  |
| --------------------------------------------- | ---------------- | ---------------- | ---------------- | ---------------- | ---------------- | ---------------- | ---------------- | ---------------- | ---------------- | ---------------- | ---------------- | ---------------- | ---------------- |
| Джерело:                                      |                  |                  |                  |                  |                  |                  |                  |                  |                  |                  |                  |                  |                  |